# Église Saint-Vaast de Wailly
Pour les articles homonymes, voir Église Saint-Vaast.
L'église Saint-Vaast de Wailly est située dans le hameau de Wailly, sur le territoire de la commune de Conty, dans le sud-ouest du département de la Somme et la région des Hauts-de-France.

## Historique
La précédente église est détruite en 1720 par un incendie. La princesse de Croÿ, alors propriétaire du château de Wailly tout proche, finance sa reconstruction, en 1752. 
L'édifice est protégé au titre des Monuments historiques depuis 2004.

## Description

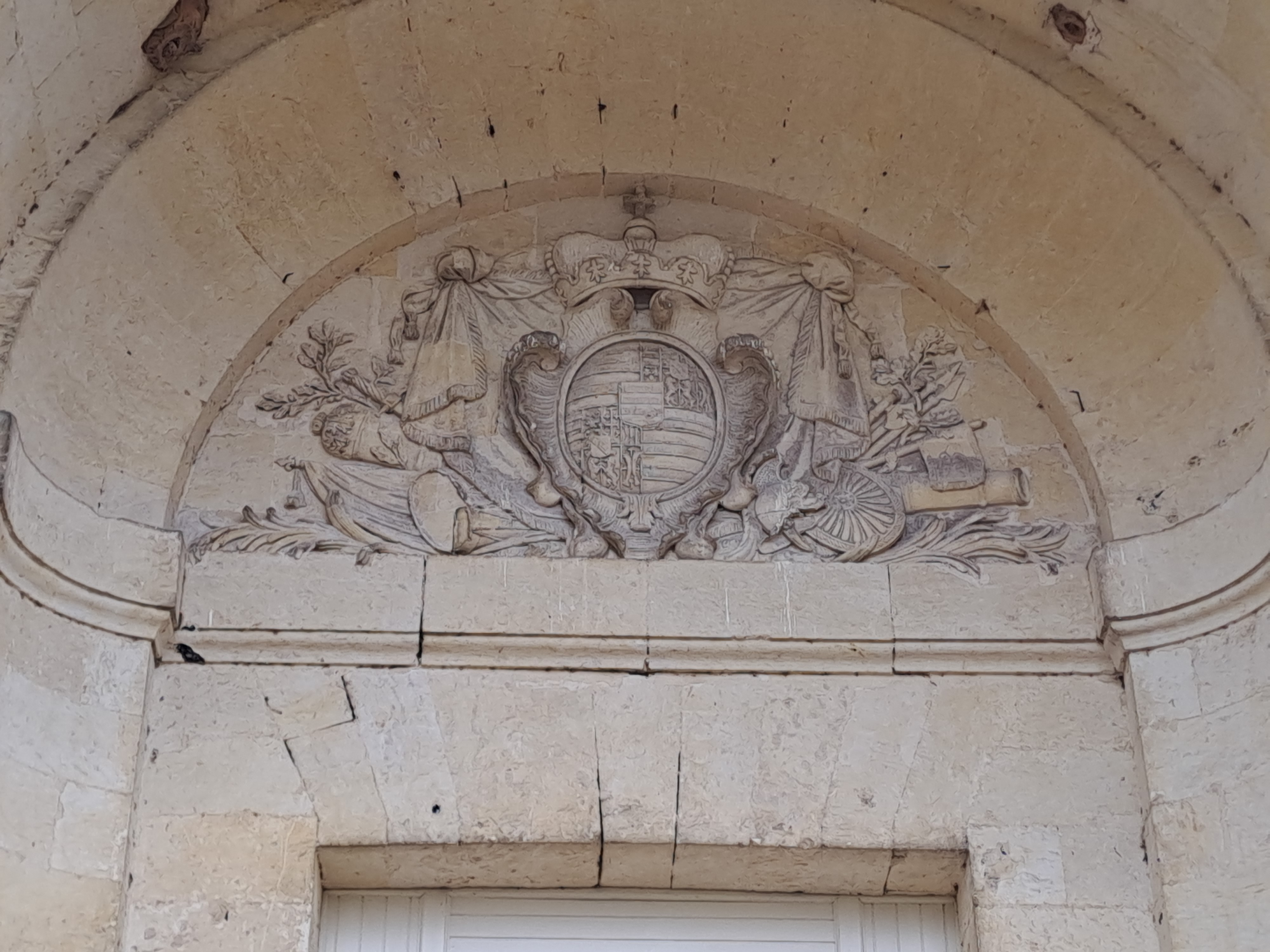
Détail du portail

L'église de Wailly est construite toute en pierre, en style jésuite. Sa façade, d'une grande sobriété, est surmontée d'un clocher, aussi en pierre. 
À l'intérieur ont été conservés : un maître-autel, le tabernacle et son thabor et six chandeliers au-dessus desquels est accrochée une toile représentant la Descente de Croix ; des lambris décorant le mur de l'abside, une sculpture en pierre taillée de saint évêque, sans doute le saint-patron de l'église, du XVIIIe siècle, un Christ en croix en bois taillé du XVIIIe siècle orne le mur de la nef.
L'autel latéral du XVIIIe siècle dédié à la Vierge est orné d'un tableau de la même époque représentant l'Annonciation.
Une statue de Vierge à l'enfant couronné en bois et stuc date de la fin du XVIIIe siècle ou du début du XIXe siècle, et un Saint Joseph tenant une hache en pierre du XVIIIe siècle se trouve à la gauche du chœur.
Le confessionnal en chêne  à décor de fleurs et de rubans date du XVIIIe siècle, il est inscrit au titre des Monuments Historiques en 1979. Restauré en 2020, la découverte de traces de peinture rouge fait penser que les objets du culte ont été polychromes. L'armoire de sacristie à panneaux et à décor de rinceaux, plus ancienne, date du XVIIe siècle.
La nef comprend 28 bancs également du XVIIIe siècle.

L'intérieur de l'église Saint-Vaast
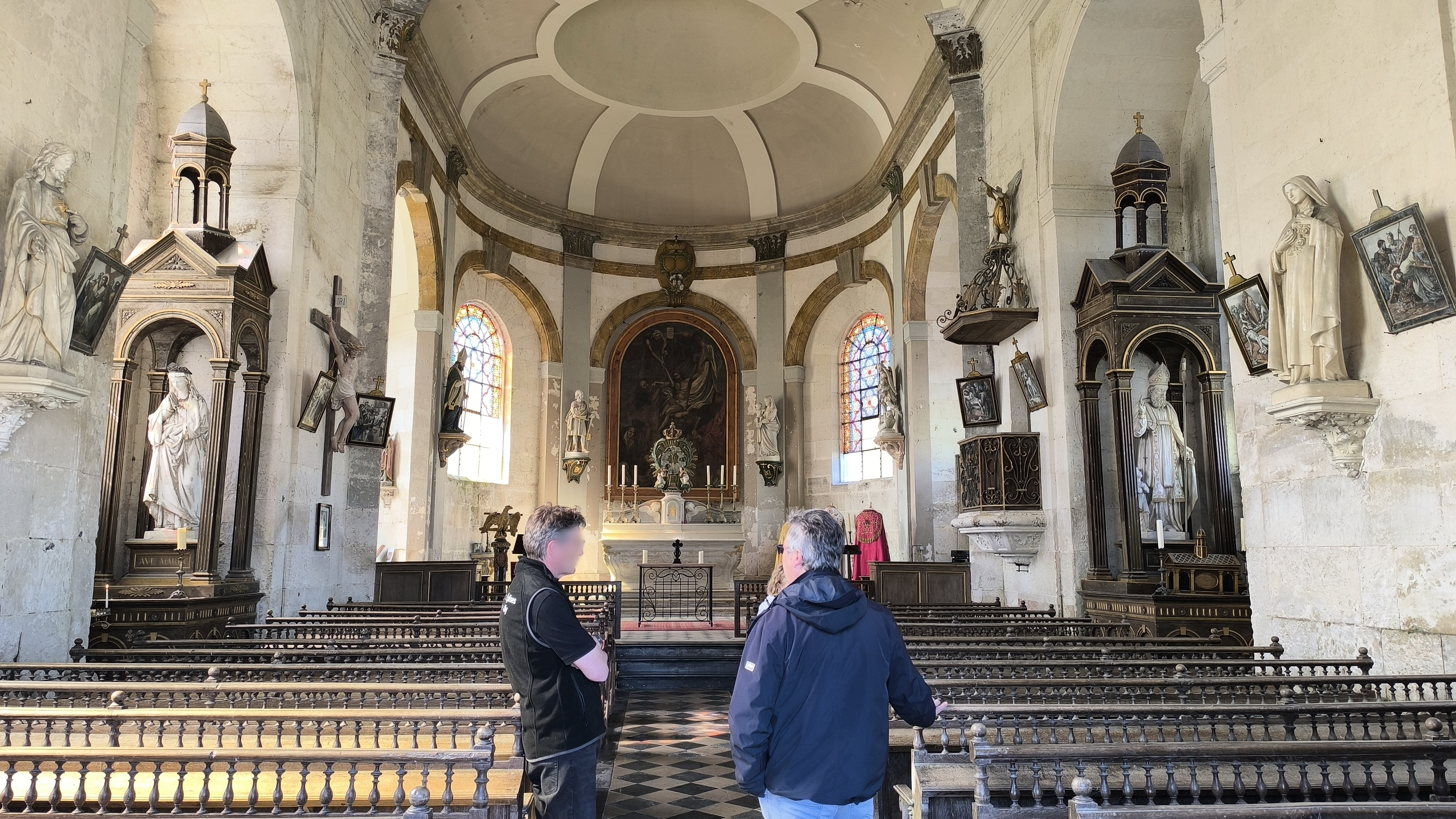
Vue générale
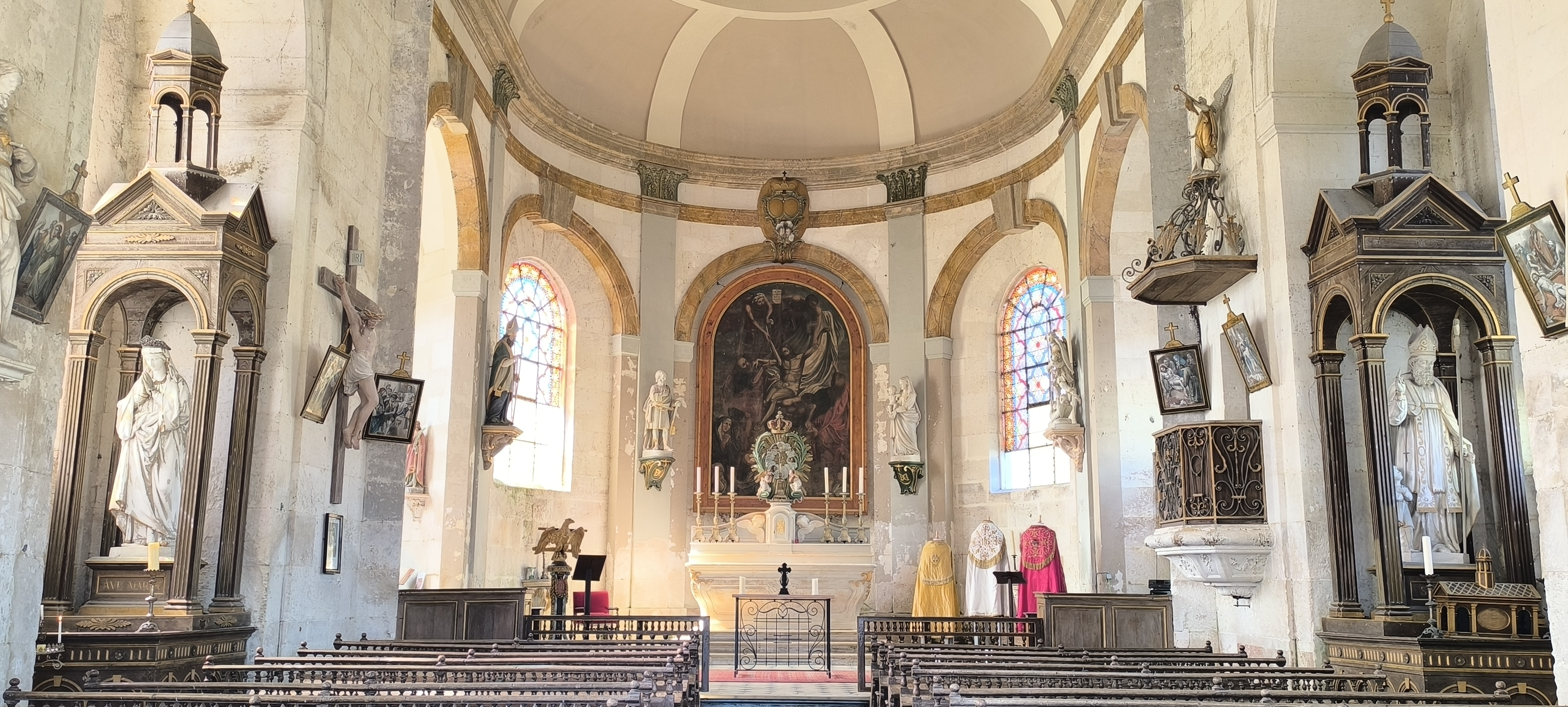
Le chœur et le maître-autel.
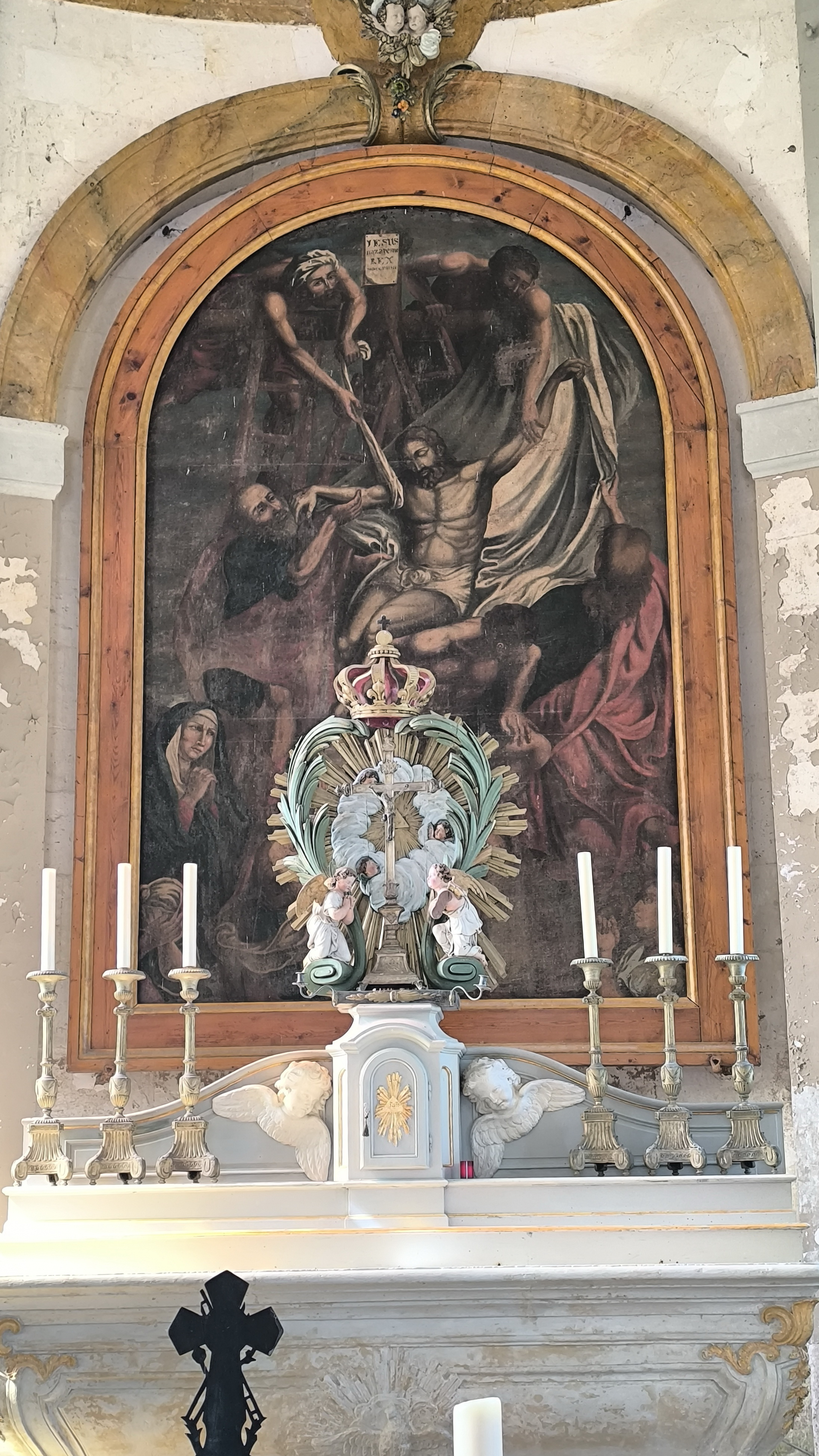
Le tabernacle, le thabor et le tableau de la descente de croix du maître-autel.
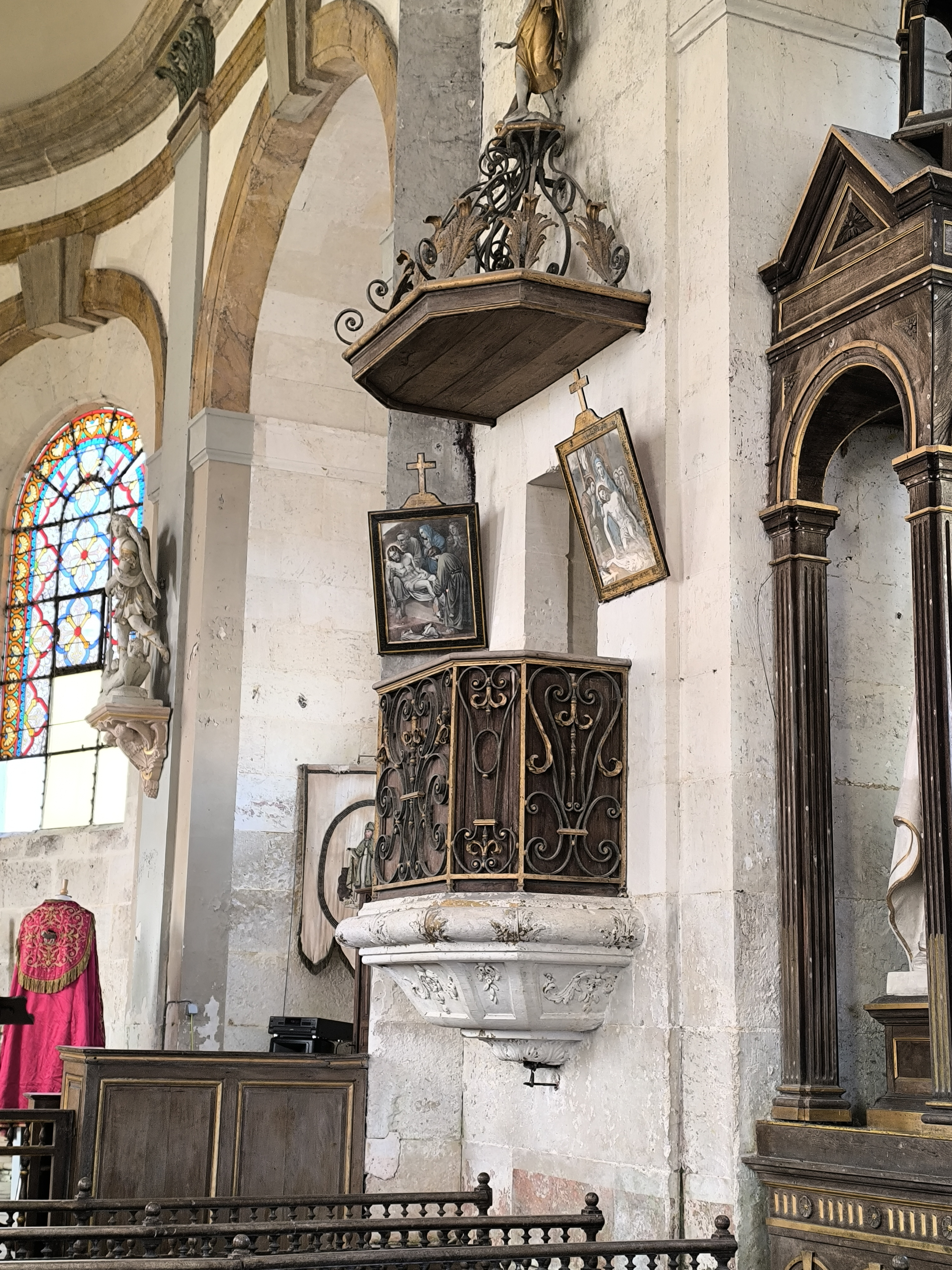
La chaire.
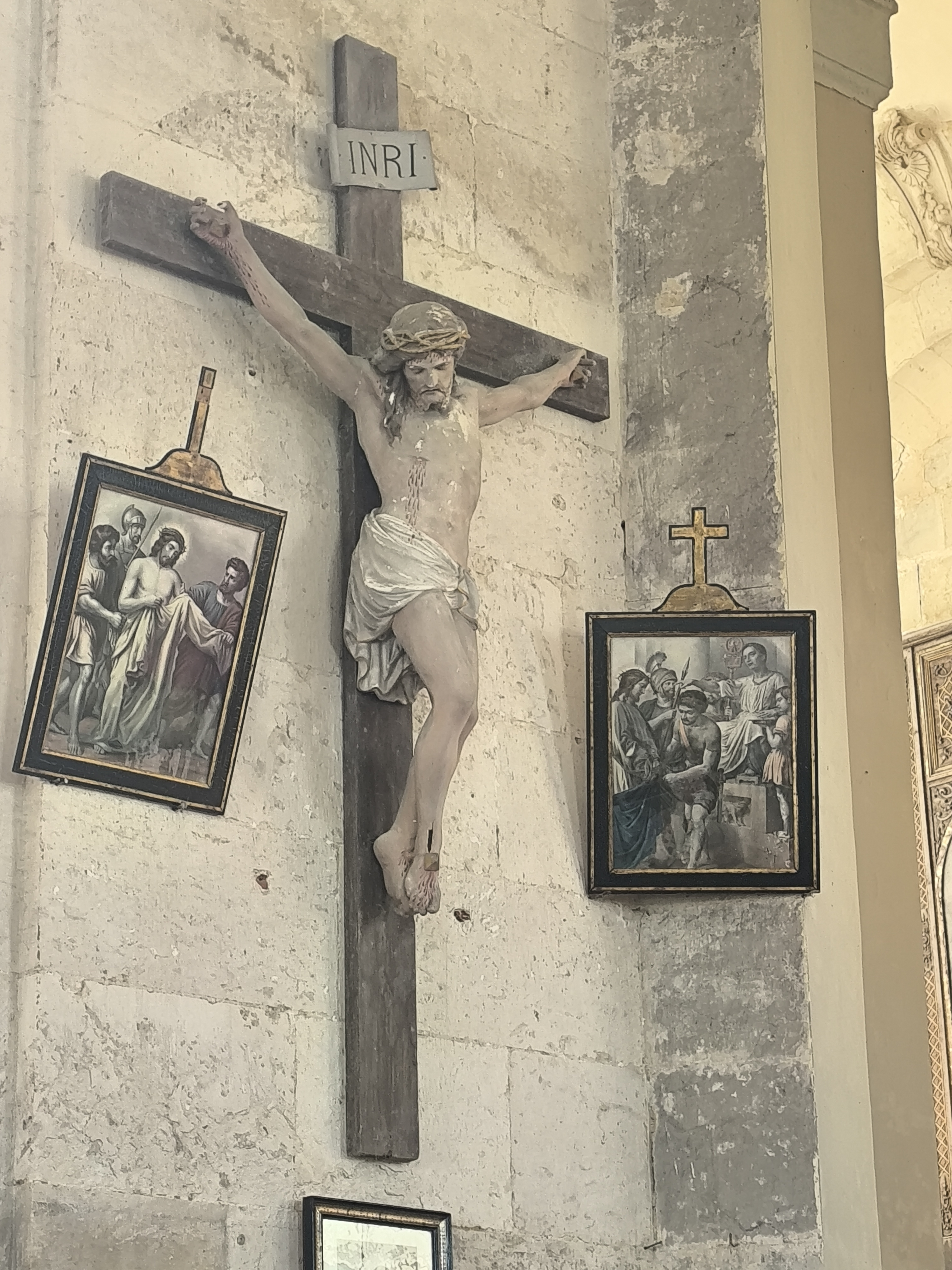
Le Christ en croix.
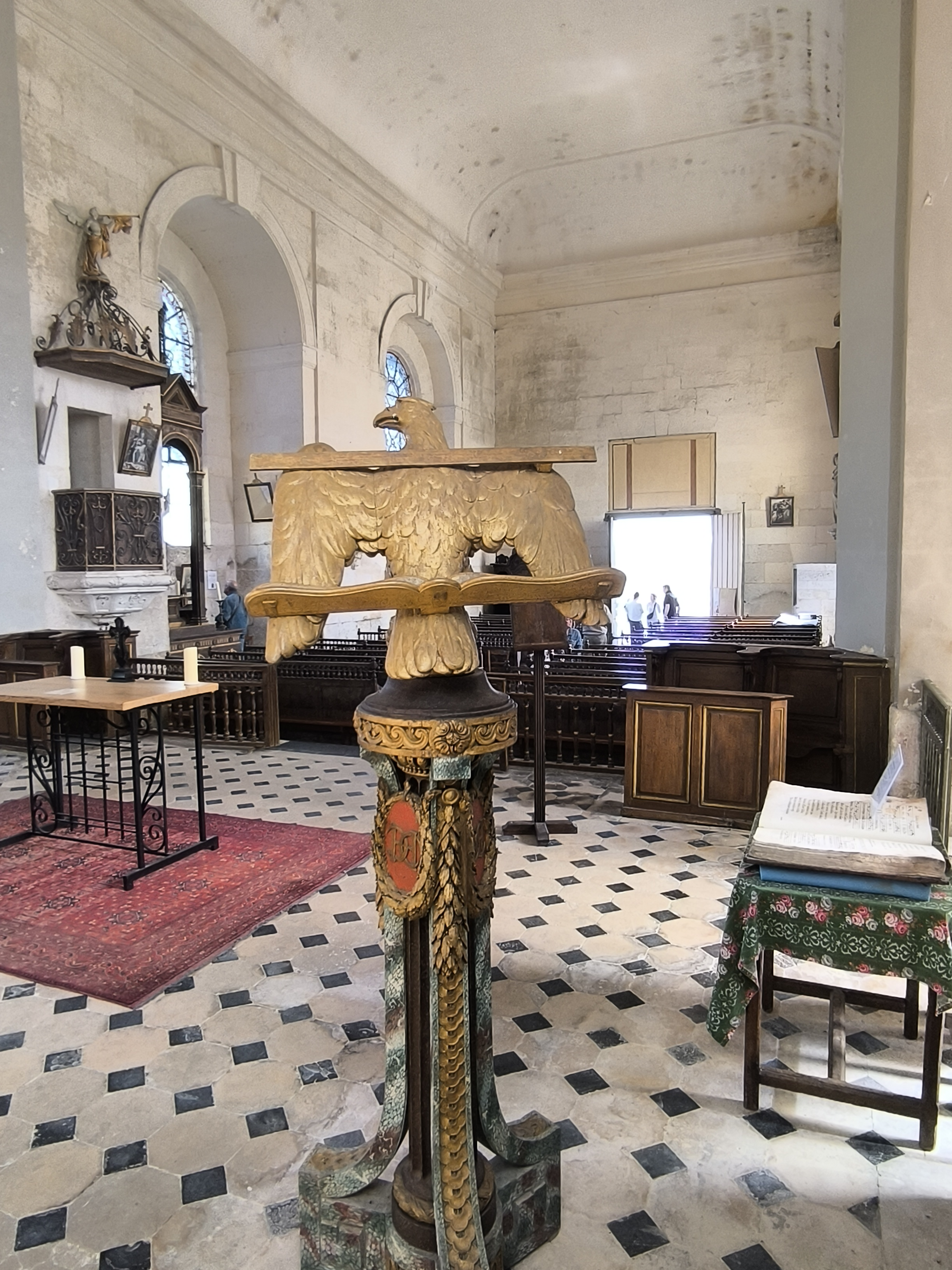
Le lutrin.
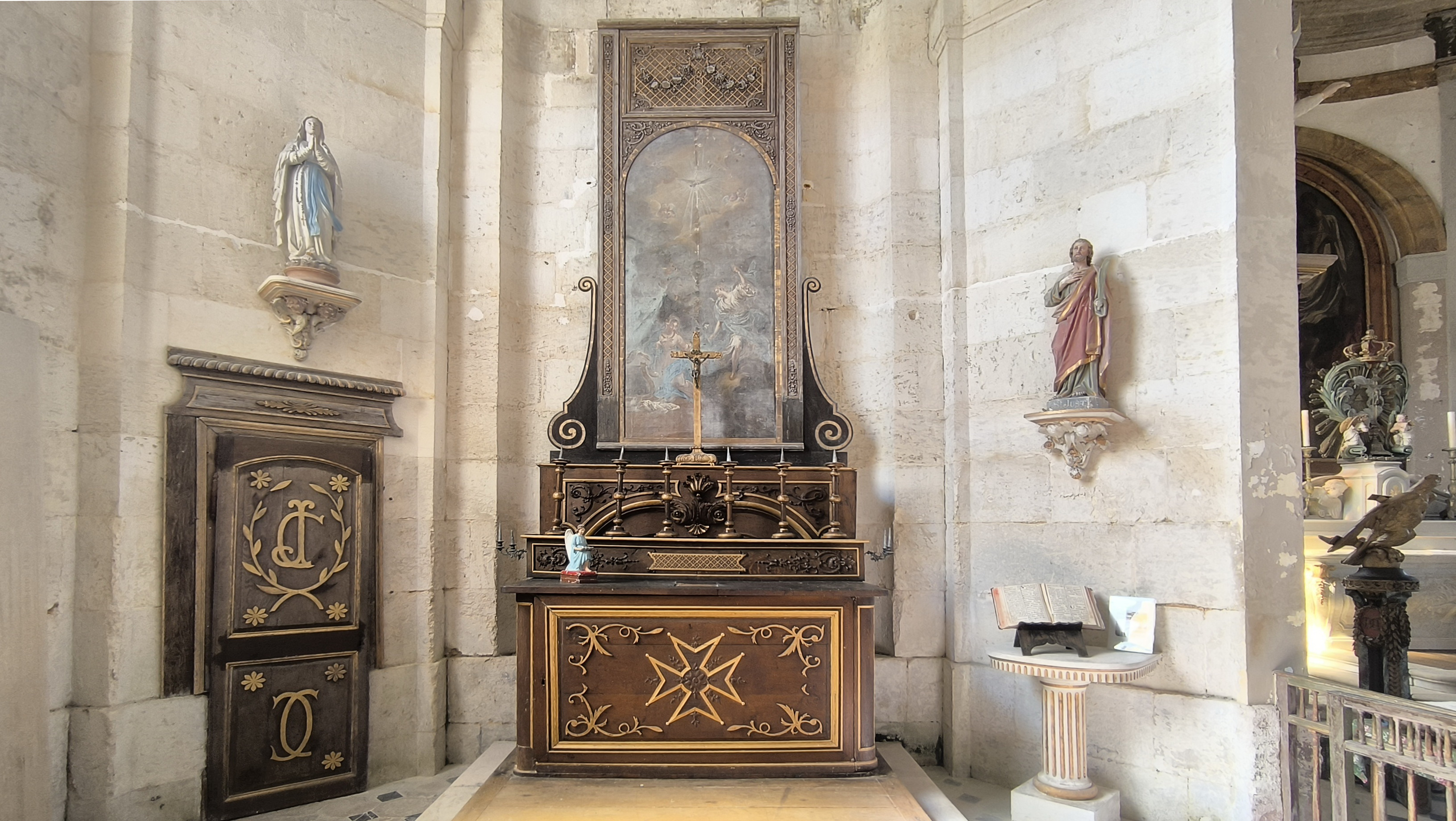
La chapelle seigneuriale.
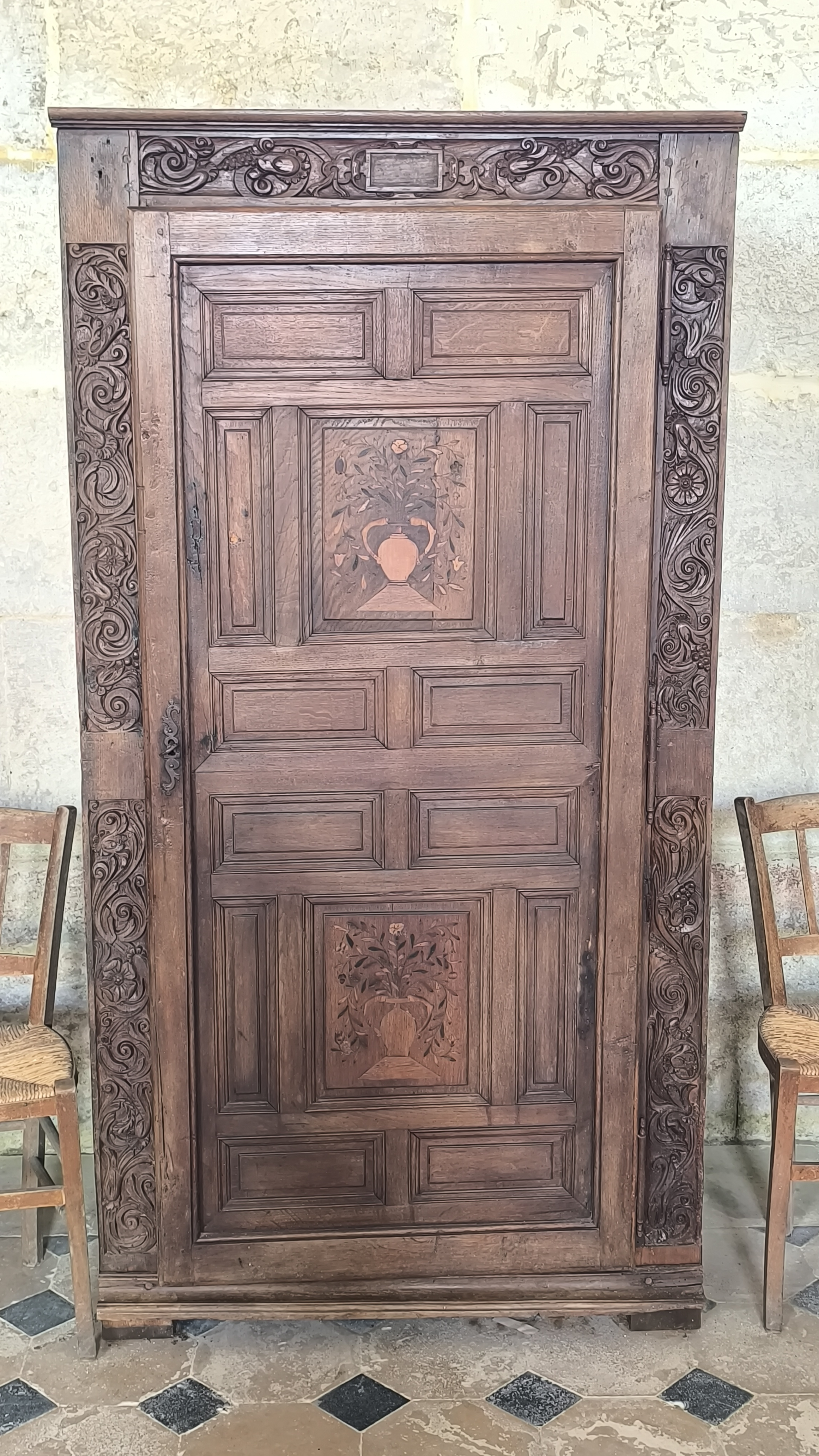
L'armoire de sacristie.

## Pour approfondir